# クリス・ヘンダーソン
クリストファー・ヘンダーソン (1970年12月11日 – )は、アメリカ合衆国の元サッカー選手である。MFとして、アメリカ合衆国代表で79試合に出場した。バルセロナ五輪にも参加し、引退するまでメジャーリーグサッカーを引っ張っていった。2008年から2021年まで、シアトル・サウンダーズのテクニカルディレクターを務め、現在はインテル・マイアミのサッカーチーフオフィサーとスポーツディレクターを兼任する。

## キャリア創成期
弟にアメリカ合衆国U-20代表であったショーン・ヘンダーソンがいる。高校卒業後の1989年、シアトル・ストームで1シーズンを過ごした。
その後、UCLAで2年間カレッジサッカーに打ち込み、2年次には全米チャンピオンを勝ち取ることに貢献した。卒業後は、当時ドイツ・ブンデスリーガ2部のFSVフランクフルトで1994-95年シーズンにプレーした。そのシーズンを終えたのち、ノルウェーのスターベクIFへと渡った。

## メジャーリーグサッカー
ノルウェーでのシーズンを終え、1996年にアメリカに戻り、メジャーリーグサッカー（MLS）のコロラド・ラピッズの一員となった。すぐさま、29試合3得点8アシストと結果を残し、チームのMVPとなった。その後の2シーズンでも成績を残し、1999年にカンザスシティ・ウィザーズへと移籍、翌2000年には、リーグ戦では9得点9アシストの活躍を見せ、カップ戦ではチームをMLSカップ優勝に導いた。
2001年にマイアミ・フュージョンに移籍し、この年はチームが解散したシーズンだったが、MLSサポーターズ・シールドを勝ち取ることに成功した。チーム解散にあたり、ドラフト会議で選手の分配が行われ、コロラド・ラピッズへ復帰し、復帰初年度から11得点7アシストと活躍した。翌年からの2シーズンは、年齢を感じさせ始めたものの、ポジションをサイドに移して果敢にプレーした。ラピッズでは通算178試合に出場し、120ポイントの勝ち点に貢献する選手となった。2005年にトレードでコロンバス・クルーに加入、2006年にもトレードとなり、ニューヨーク・レッドブルズに加入した。レッドブルズでは全試合出場したが、タイトルには届かず、そのシーズンをもって引退を発表した。

## 選手引退後
選手を引退した翌年の2007年の1シーズン、カンザスシティ・ウィザーズのアシスタントコーチを務めた。2008年1月にはシアトル・サウンダーズのテクニカルディレクターとしてフロント入りが発表された。ヘンダーソンの下、サウンダーズは2009年のリーグ拡大でMLSに参戦して以来、11シーズン連続でプレーオフに進出を果たし、USオープンカップを4回、サポーターズ・シールドを1回、MLSカップを1回獲得している。
2021年1月、インテル・マイアミにサッカーチーフオフィサー兼スポーツディレクターとして加入した。

## アメリカ合衆国代表チーム
1990年代を通して、アメリカ合衆国代表として79試合を重ねた。デビュー戦はアイスランド代表戦だった。すぐに代表チームで頭角を現し、1990年ワールドカップイタリア大会への予選突破に貢献した。19歳のヘンダーソンは、ワールドカップ本戦のメンバーにチーム最年少として選出されたが、行われた3試合すべてでメンバー外となってしまった。また、1992年のバルセロナ五輪の代表選手としても選出されている。
代表チームでは1998年2月、ワールドカップフランス大会の準備試合である、ベルギー代表戦までプレーし続けた。長年にわたり、代表での重要なポジションを担ってきたが、ワールドカップ本戦のメンバー入りはならなかった。一時、代表選出からは外れていたが、2000年10月に、再び代表選手として選出、2001年9月が最後の代表での出場となった。代表での通算成績は79試合3得点を数えるが、ワールドカップでの出場は一度もない。